# Prüfungsrecht (Deutschland)
Prüfungsrecht ist die Bezeichnung für das bei Prüfungen – hier: der Feststellung von Leistungen und Kenntnissen bei Personen, nicht etwa Buch-, Bilanz- oder Materialprüfungen – anzuwendende Recht. In Deutschland bezieht sich das Prüfungsrecht ausschließlich auf berufsbezogene Prüfungen, also Prüfungen, die für das Ergreifen oder Ausüben eines bestimmten Berufes notwendig sind, aber auch Prüfungen und Bewertungen, die den Wettbewerb zu anderen Bewerbern um eine Stelle oder das erzielbare Einkommen beeinflussen (i. d. R. die Note). Da das Prüfungsrecht dem Verwaltungs- und Verfassungsrecht zuzuordnen ist, bezieht es sich normalerweise nur auf staatliche oder durch Gesetz geregelte Prüfungen. Das sind unproblematisch alle Hochschulprüfungen und andere Prüfungen im Bereich der Berufsausbildung. Entgegen an Universitäten weit verbreiteter Meinung sind auch die Promotion und die Habilitation solche berufsbezogenen Prüfungen, auf die das Prüfungsrecht anzuwenden ist, und nicht etwa eine rechtlich nicht geregelte Verleihung einer Würde wie vor Inkrafttreten des Grundgesetzes. Nicht ohne Weiteres gilt das Prüfungsrecht für Prüfungen an Schulen. Während bei Abiturprüfungen der berufsbezogene Aspekt überwiegt und das Prüfungsrecht in der Rechtsprechung auch angewendet wurde, tritt gerade bei jüngeren Schülern der Wettbewerb hinter den pädagogischen Aspekt zurück, weshalb das Prüfungsrecht da nur noch eingeschränkt oder nicht mehr anzuwenden ist.
Grundsätzlich gilt, dass der Prüfer dem Prüfungsergebnis neutral und unbefangen gegenüberstehen muss. Er darf deshalb keine eigenen Rechtsinteressen haben, weshalb der Prüfer das Prüfungsrecht auch nicht zu seinen Gunsten heranziehen kann. Der Prüfer hat in der Prüfung prinzipiell keine Rechtsposition, auch keinen Anspruch auf die Tätigkeit als Prüfer. Im Prüfungsrecht stehen sich Prüfling und Prüfungsbehörde gegenüber. Die Tätigkeit als Prüfer unterliegt nicht der Freiheit von Forschung und Lehre.

## Das „alte“ Prüfungsrecht bis 1991
Bis 1991 galt das „alte“ Prüfungsrecht, das diesen Namen eigentlich nicht verdiente. Es herrschte die Auffassung, dass der Prüfer einen nahezu grenzenlosen und rechtlich nicht überprüfbaren Bewertungsspielraum hatte, der letztlich eine ausufernde Willkür erlaubte und verursachte. Auf dem Rechtsweg angreifbar waren praktisch nur Fehler im äußeren Prüfungsablauf (Störungen, Lärm, Aufgaben nicht richtig verteilt usw.) und sehr grobe, sich geradezu aufdrängende Bewertungsfehler. Effektiv blieb es aber weitgehend der Willkür des Prüfers überlassen, wie und nach welchen Kriterien er bewertete und was er nach Belieben für falsch und richtig hielt. Diese Auffassung hat eine lange Tradition und ist eng mit der Entstehung und Geschichte der Universitäten verbunden.
Viele Hochschulen und Prüfer orientieren sich stärker an Traditionen als an geltendem Recht und sind noch heute dieser Auffassung verbunden. Sie ist noch immer prägend für das Selbstverständnis und die Berufsauffassung vieler Hochschullehrer.
Historisch gesehen hängt dies wohl auch damit zusammen, dass Studenten früher die Prüfer unmittelbar für die Prüfung entlohnen mussten:
„Die Beamten im Feudalismus und dann auch noch bis weit hinein ins 19. Jahrhundert ernährten sich von so genannten Sporteln. Dies sind Vergütungen in Geld oder Naturalien, die der Beamte als Empfänger einer Dienstleistung erhielt. Preußische Professoren durften beispielsweise erwarten, dass Studenten nach ihren Examina sich für diese mit Gänsen oder anderen Leckereien bedankten.“ (Erwin K. Scheuch (Lit.: von Arnim, 2003))
Das Fordern oder die Annahme von Vorteilen für die Prüfungsbewertung gilt heute übrigens als strafbarer Korruptionstatbestand.

## Das „neue“ Prüfungsrecht seit 1991
Der Umbruch im Prüfungsrecht erfolgte vor allem durch die beiden Beschlüsse des Bundesverfassungsgerichts vom 17. April 1991, mit denen wesentliche Grundzüge der bisherigen Praxis als verfassungswidrig eingestuft wurden, und die daran anschließende Rechtsprechung der Verwaltungsgerichte. Dabei hat man aus den Grundrechten der Berufsfreiheit (Art. 12 Abs. 1 GG) und der Rechtsweggarantie (Art. 19 Abs. 4 GG) Anforderungen an das Prüfungsrecht abgeleitet und es damit reformiert. Weil berufsbezogene Prüfungen grundsätzlich einen Eingriff in die Berufsfreiheit darstellen, müssen sie sich am Grundgesetz messen lassen. Dem Prüfling als Grundrechtsträger muss ein effektiver Rechtsweg gegen alle Grundrechtseingriffe offenstehen. Auch der Prüfer unterliegt dem rechtsstaatlichen Willkürverbot.
Die Rechtsprechung dazu ist zu umfangreich, um sie hier darzustellen. Dazu wird auf die Literatur verwiesen. Die wesentlichen Kernsätze des neuen Prüfungsrechts sind aber:
- Die Leistungsanforderungen in einer solchen Prüfung und die Maßstäbe, nach denen die erbrachten Leistungen zu bewerten sind, bedürfen einer gesetzlichen Grundlage; die Prüfungsschranke darf nach Art und Höhe nicht ungeeignet, unnötig oder unzumutbar sein.
- Aus Art. 12 Abs. 1 GG ergibt sich für berufsbezogene Prüfungen der allgemeine Bewertungsgrundsatz, dass eine vertretbare und mit gewichtigen Argumenten folgerichtig begründete Lösung nicht als falsch bewertet werden darf. Zutreffende Antworten und brauchbare Lösungen dürfen im Prinzip nicht als falsch bewertet werden und zum Nichtbestehen führen. In der Rechtsprechung und Literatur wird dies verkürzt aber zutreffend als Richtiges darf nicht als falsch gewertet werden übernommen.
- Der Prüfer muss seine Bewertung nachvollziehbar begründen. Der Prüfling hat Akteneinsicht.
- Fachliche Fehler des Prüfers unterliegen in vollem Umfang der verwaltungsgerichtlichen Überprüfung.
- Der Prüfer darf nichts vermissen, was nicht in der Aufgabenstellung gefordert war. Er darf nicht bewerten, was keinen Rückschluss auf die durch die Prüfung festzustellenden Fähigkeiten zulässt.
- Der Prüfer hat schließlich einen gewissen, der Überprüfung durch das Gericht naturgemäß entzogenen Bewertungsspielraum. Dieser Spielraum eröffnet sich ihm aber erst, wenn die Leistungsfeststellung und die fachliche Einordnung fehlerfrei erfolgt sind. Erst dann, wenn der Prüfer die Prüfungsleistung vollständig zur Kenntnis genommen, deren Vertretbarkeit (sie muss genau genommen nicht einmal „richtig“ im eigentlichen Sinne, sondern nur vertretbar und folgerichtig sein, selbst reine Folgefehler nach anfänglich falscher Weichenstellung dürfen nicht als falsch gewertet werden) richtig eingeordnet hat, eröffnet sich sein Bewertungsspielraum, der auf seinen Erfahrungen als Maßstab beruht und der der gerichtlichen Kontrolle entzogen ist.
- Zum Ausgleich dafür hat man dem Prüfling einen Antwortenspielraum eingeräumt, den der Prüfer zu respektieren hat. Der Prüfling darf eine eigene Meinung haben. Sie darf nicht allein deshalb als falsch gewertet werden, weil die Prüfer anderer Meinung sind. Prüfungen müssen so ausgelegt sein, dass der Prüfling eine eigene, von der des Prüfers abweichende Meinung vertreten kann. Eine Prüfungsleistung darf nicht allein deshalb als falsch gewertet werden, weil sie von der Musterlösung abweicht oder weil beispielsweise englische statt deutsche Fachbegriffe verwendet wurden.
- Weil die Rechtswegsgarantie außerdem keine Lücken duldet, hat man neben den Rechtsweg über die Verwaltungsgerichte ein zweites Rechtsmittel gestellt, nämlich das Verfahren des Überdenkens, in dem der Prüfling fachliche Einwände gegen die Bewertung vorbringen kann. Der Prüfer muss sich mit diesen Einwänden, sofern sie konkret und substantiiert sind, befassen und auseinandersetzen. Sind sie berechtigt, muss er seine Bewertung entsprechend verbessern. Er kann nicht auf eine andere Begründung wechseln. Sind die Einwände konkret und substantiiert und übergeht der Prüfer die Einwände dennoch, ist die Prüfungsbewertung fehlerhaft und aufzuheben.
- Es gilt weitreichend der Grundsatz der Chancengleichheit. Für vergleichbare Prüflinge müssen vergleichbare Anforderungen gelten. Die Bewertung einer Prüfungsleistung muss im Verhältnis zu anderen Bewertungen derselben Prüfung stehen. Aus diesem Grundsatz folgt außerdem das Verschlechterungsverbot: Das Rechtsmittel des Prüflings kann nicht zu einer schlechteren Note führen, ist also bezüglich der Bewertung risikolos. Allerdings folgt daraus auch, dass sich der Prüfling dadurch keinen Vorteil gegenüber anderen Prüflingen verschaffen darf: Der Prüfling kann nicht einen Mangel der Prüfung zunächst hinnehmen und dann, wenn die Note schlecht ist, dagegen vorgehen, um sich eine zweite Chance zu verschaffen. Mängel müssen daher unverzüglich gerügt werden, um der Prüfungsbehörde die Möglichkeit zur Beseitigung zu geben.
- Nur der Prüfer selbst darf bewerten. Eine Prüfungsbewertung ist fehlerhaft, wenn sich jemand daran beteiligt hat, der nicht zum Prüfungsausschuss gehört.

## Anzuwendendes Recht

### Grundgesetz
Die wichtigste anzuwendende Rechtsnorm ist das Grundgesetz, namentlich die Berufsfreiheit
Art. 12 Abs. 1 GG: Alle Deutschen haben das Recht, Beruf, Arbeitsplatz und Ausbildungsstätte frei zu wählen. Die Berufsausübung kann durch ein Gesetz oder auf Grund eines Gesetzes geregelt werden.
und die Rechtswegsgarantie
Art. 19 Abs. 4 GG: Wird jemand durch die öffentliche Gewalt in seinen Rechten verletzt, so steht ihm der Rechtsweg offen. Soweit eine andere Zuständigkeit nicht begründet ist, ist der ordentliche Rechtsweg gegeben. Art. 10 Abs. 2 Satz 2 bleibt unberührt.
Allerdings sind diese Grundrechte so allgemein und weit gefasst, dass sie einem im konkreten Einzelfall unmittelbar nur relativ wenig nutzen. Sie bilden aber die Grundlage des neueren Prüfungsrechts, denn das Bundesverfassungsgericht hat die Anforderungen an das Prüfungsrecht (s. o.) aus diesen Grundrechten abgeleitet. Daraus folgt beispielsweise, dass die Anforderungen in einer berufsbezogenen Prüfung entgegen verbreiteter Falschmeinung nicht durch den Prüfer und auch nicht im Einzelfall festgelegt werden dürfen, sondern einer gesetzlichen Grundlage bedürfen. Die Beschränkung der Berufsausübung kann deshalb nur durch ein förmliches Gesetz, durch Rechtsverordnung oder durch Satzung erfolgen (letztere erst nach gesetzlicher Ermächtigung). Das Parlament muss aber alle für die Grundrechtsausübung wesentlichen Fragen selbst regeln. Das einschränkende Gesetz muss hinreichend bestimmt sein, muss „Umfang und Grenzen des Eingriffs deutlich erkennen“ lassen.
Weil das Prüfungsrecht wesentlich auf das Grundgesetz zurückgeht, ist die Kommentierung außer in der Fachliteratur zum Prüfungsrecht vornehmlich in den Grundgesetzkommentaren zu Art. 12 Abs. 1 GG zu finden.

### Andere Rechtsnormen
Hier sind verschiedene Bundes- und Landesgesetze von Bedeutung, was aber vom Einzelfall abhängt, denn es gibt eine Vielzahl unterschiedlicher Berufsausbildungen und Prüfungen.
Im universitären Bereich sind dies vornehmlich das Hochschulrahmengesetz und das jeweilige Landesgesetz (Universitätsgesetz o. Ä.), denn Hochschulen sind Ländersache. Darin wird normalerweise geregelt, welche Prüfungen es gibt, wer Prüfer sein darf, was der Zweck der Prüfung ist und ob, wie und wozu die Hochschule ermächtigt wird, eine Prüfungsordnung zu erlassen.
Der Gesetzgeber (d. h. der Bund und die Länder) sind auch verpflichtet, den Rechtsweg gegen Prüfungsentscheidungen auszuformulieren. Die Verwaltungsgerichte mahnen dies seit Jahren an. Der Gesetzgeber kommt dem aber meist nicht nach, obwohl die Hochschulgesetze regelmäßig Gegenstand von Debatten, Änderungen und politischen Interessen sind. Das legt die Vermutung nahe, dass der Rechtsweg gegen Prüfungsentscheidungen politisch nicht erwünscht ist und eine gewisse Willkür zwar verfassungswidrig ist, de facto aber von der Politik gebilligt und gefördert wird (Autonomie der Hochschulen).
Dennoch ist der Rechtsweg nicht völlig ungeregelt. In Ermangelung prüfungsspezifischer Regelungen gilt nämlich das allgemeine Verwaltungsrecht, damit das Verwaltungsverfahrensgesetz bzw. die Landesverwaltungsverfahrensgesetze (z. B. zu Akteneinsicht, Begründungspflicht usw.) und die Verwaltungsgerichtsordnung (Widerspruch, Klage usw.).
Als gleichzeitig wichtigste und trotzdem schwächste Rechtsnorm gilt auch die jeweilige Prüfungsordnung, die i. d. R. eine untergesetzliche Norm im Rang einer Verordnung ist. Sie bedarf der gesetzlichen Ermächtigung, muss den Anforderungen des Gesetzes genügen und i. d. R. veröffentlicht worden sein (Amtsblatt). Sie muss den Prüfungsablauf und die Anforderungen und Maßstäbe der Prüfung regeln, sofern dies nicht schon im Gesetz erfolgt ist. Sie muss auch die zu vergebenden Noten definieren. Es genügt dabei nicht, sie – wie häufig der Fall – nur der Bezeichnung nach aufzulisten. Die Noten müssen mit Bezugsgrößen versehen sein (z. B. der zu erreichende Punktezahl oder einer nachvollziehbaren Beschreibung). Ist eine Prüfungsordnung fehlerhaft und entsteht einem daraus ein Nachteil, so kann man sie mit der Normenkontrollklage (§ 47 VwGO) angreifen und aufheben lassen.
Nach einem Urteil des EuGH unterliegen Prüfungsarbeiten dem Datenschutzrecht. Prüflinge können ihre Rechte als Betroffene geltend machen, z. B. jederzeit Einsicht in ihre Prüfungsarbeiten verlangen oder diese löschen lassen.

### Richterrecht
Das im Streitfall wichtigste und für den Prüfling nützlichste, aber sehr unübersichtliche Recht ist das Richterrecht, also die bisher getroffenen und für die Allgemeinheit veröffentlichten Gerichtsentscheidungen, hauptsächlich der Verwaltungsgerichte, der Oberverwaltungsgerichte, des Bundesverwaltungsgerichts und natürlich des Bundesverfassungsgerichts. Die Veröffentlichungen erfolgen normalerweise in den einschlägigen juristischen Zeitschriften, neuerdings manchmal auch über die Webserver der Gerichte oder kommerzielle Datenbanken. Es ist für den Prüfling aber praktisch kaum möglich, sich einen Überblick über die bestehenden Entscheidungen zu verschaffen. Der Einstieg und die Übersicht erfolgt über die u. g. Literatur. Im Streitfall empfiehlt es sich jedoch dringend, sich nicht mit den oft stichwortartigen und (zu) kurzen Ausführungen der Literatur zu begnügen, sondern die darin benannten Entscheidungen im Volltext heranzuziehen und zu lesen, um Missverständnisse usw. auszuschließen.
Zu beachten ist dabei, dass manche der Entscheidungen, insbesondere aus der Zeit vor 1991, durch die Rechtsprechung des Bundesverfassungsgerichts, hauptsächlich die wichtige Entscheidung von 1991 (s. o.), überholt und nicht mehr anzuwenden sind.

## Rechtsbehelfe und Rechtsmittel
Generell unterliegt die Prüfungsentscheidung dem Verwaltungsrechtsweg. Sofern der Rechtsweg nicht in besonderem Prüfungsrecht geregelt ist, gilt der normale Widerspruchs- und Klageweg. Je nach Landesrecht kann dies zunächst über den Widerspruch gegen den Bescheid oder direkt über die Klage zum Verwaltungsgericht erfolgen. Das Rechtsmittel ist zu begründen. Die Prüfungsbewertung durch den Prüfer kann als unselbständige Verfahrenshandlung nicht direkt, sondern nur in Verbindung mit dem Prüfungsbescheid angefochten werden, bei manchen Prüfungen fallen Bewertung und Bescheid aber zusammen. Die Einzelheiten sind der Literatur und den anzuwendenden Gesetzen zu entnehmen. Auch die Rechtsbehelfe der Gegenvorstellung und Erinnerung können eingesetzt werden.
Es gilt der Grundsatz, dass der Richter nicht Prüfer sein kann. Deshalb kann man normalerweise nicht auf Bestehen, Verbesserung der Note klagen, sondern nur auf Aufhebung des Bescheides und Neubescheidung nach neuer Bewertung oder Wiederholung der Prüfung. Nur in Ausnahmen wie etwa dem falschen Zusammenzählen von Punkten oder Rechenfehlern bei der Bildung der Gesamtnote aus Einzelnoten, in denen sich die bessere Note schon ohne neue Bewertung zwangsläufig ergibt, kann man auf eine bessere Note klagen.
Im Prüfungsrecht gibt es die Besonderheit eines zweiten Weges: Das Bundesverfassungsgericht hatte 1991 entschieden (s. o.), dass zwar einerseits dem Prüfer letztlich ein der gerichtlichen Überprüfung entzogener Bewertungsspielraum zukommt, andererseits die Rechtswegsgarantie dem Prüfling zusichert, sich auch dagegen zu wehren. Dazu hat es als „unerlässlichen Ausgleich für die unvollkommene Kontrolle von Prüfungsentscheidungen durch die Gerichte“ ein eigenständiges verwaltungsinternes Kontrollverfahren vorgeschrieben. Allerdings gab es bei den Verwaltungsgerichten Meinungsunterschiede darüber, wie dieses Verfahren auszugestalten ist, ob es entweder als Teil der Prüfung vor dem Widerspruchsverfahren oder erst im Rahmen des Widerspruchsverfahrens durchzuführen ist. Das Bundesverwaltungsgericht hat entschieden, dass es darauf nicht ankomme, sondern nur darauf, dass der Prüfling eine Kontrolle der prüfungsspezifischen Wertungen unter maßgeblicher Beteiligung der ursprünglichen Prüfer erreichen könne. Dieses Verfahren könne deshalb auch noch im Verwaltungsstreit nachgeholt werden. Der Prüfling verliert allerdings seinen Anspruch, wenn er darauf verzichtet hat oder seine Einwände nicht rechtzeitig vorgebracht hat. Der Prüfling muss daher seine Einwände spätestens zu Anfang des Verwaltungsgerichtsverfahrens vortragen. Voraussetzung ist natürlich, dass die Prüfungsentscheidung schriftlich in den ausschlaggebenden Punkten begründet wurde. Die Behörde muss die Einwände dann an die Prüfer weiterleiten, die das Verfahren des Überdenkens durchzuführen haben.
In der Regel wahren die an den Prüfer oder die Behörde gerichteten Einwände, die auf das Verfahren des Überdenkens abzielen, die Rechtsmittelfrist nicht. Daher ist grundsätzlich Widerspruch oder Verwaltungsklage zur Fristwahrung einzulegen bzw. zu erheben. Gleichzeitig (bzw. nach Ankündigung nachzureichen) sind die weiteren Einwände vorzutragen. Das Widerspruchs- oder Verwaltungsgerichtsverfahren ist dann vorübergehend auszusetzen.
Es gilt das Verschlechterungsverbot, das heißt die Note kann nicht durch Rechtsmittel des Prüflings verschlechtert werden. Der Prüfling geht mit der Gegenwehr gegen eine Bewertung also nicht das Risiko einer schlechteren Bewertung ein.

## Obliegenheiten des Prüflings
Der Prüfling ist nicht verpflichtet, sich gegen rechtswidrige Prüfungsentscheidungen zu wehren. Dennoch hat er Obliegenheiten, die er im eigenen Interesse zu erfüllen hat, weil nur dann das Rechtsmittel wirksam ist und nur dann Erfolg haben kann.
- Wie allgemein im Recht muss der Prüfling Fristen für Rechtsmittel einhalten. Ist die Frist versäumt, geht nichts mehr. Auch davon gibt es allerdings Ausnahmen, etwa wenn die Frist schuldlos versäumt (Wiedereinsetzung) oder die Rechtsmittelbelehrung unterlassen wurde.
- Manche Rügen müssen unverzüglich vorgetragen werden, damit der Prüfungsbehörde oder dem Prüfer die Möglichkeit gegeben wird, den Mangel zu beseitigen oder die Prüfung abzubrechen. Hierzu gehören alle die Mängel, die nicht nur in der Bewertung liegen, sondern schon die Leistungserbringung selbst beeinträchtigen. Beispiele sind Lärm, Kälte, Hitze, sonstige Störungen, unklare Aufgabenstellungen usw. Der Grund liegt im Gebot der Chancengleichheit: Der Prüfling darf nicht die Möglichkeit haben, die Störung zunächst stillschweigend hinzunehmen und dann später zu rügen, falls die Note nicht gefällt. Denn dadurch hätte er sich einen unzulässigen Vorteil gegenüber anderen Prüflingen verschafft.
- Rügen gegen die Bewertung müssen zeitnah erfolgen, weil es dabei wesentlich auf die Erinnerungen des Prüfers ankommt, die natürlich verblassen. Bei schriftlichen Prüfungen ist dies von eher untergeordneter Bedeutung, während es bei mündlichen Prüfungen von besonderer Wichtigkeit ist. Hat der Prüfling die Absicht, eine mündliche Note anzugreifen, dann sollte er möglichst zeitnah eine schriftliche Begründung einfordern.
- Einwände, insbesondere die für das Verfahren des Überdenkens vorgebrachten, müssen konkret, substantiiert (also erläutert, begründet, mit Literaturverweisen oder Meinungen akzeptierter Fachleute versehen), nachvollziehbar und hilfreich sein. Man kann also nicht einfach behaupten, der Prüfer sei zu streng oder voreingenommen. Man muss präzise vortragen, was an der Bewertung fachlich falsch, rechtswidrig oder sonst zu bemängeln sein soll. Hält die Bewertung dem Vergleich mit der Bewertung anderer Prüflinge nicht stand, so muss man das belegen.
- Der Prüfling kann nur dann Schadensersatz fordern, wenn er durch Rechtsmittel versucht hat, den Schaden abzuwenden.

### Zum Prüfungsrecht
- Norbert Niehues, Edgar Fischer, Christoph Jeremias, Prüfungsrecht, 7. Auflage, Verlag  C.H.Beck, München, 2018, ISBN 978-3-406-70742-1
- Carsten Morgenroth, Hochschulstudienrecht und Hochschulprüfungsrecht, 2. Auflage, Nomos Verlag, Baden-Baden, 2020, ISBN 978-3-8487-5790-9
- Wolfgang Zimmerling, Robert Brehm: Prüfungsrecht, Verfahren – Vermeidbare Fehler – Rechtsschutz, 3. Auflage, Carl Heymanns Verlag, Köln, 2007, ISBN 3-452-24752-X
- Wolfgang Zimmerling, Robert Brehm: Der Prüfungsprozess, 1. Auflage, Carl Heymanns Verlag, Köln, 2004, ISBN 3-452-25770-3
- Norbert Niehues: Schul- und Prüfungsrecht, Band 2: Prüfungsrecht, NJW-Schriftenreihe 27/2, 3. Auflage, Verlag C.H. Beck, München, 1994, ISBN 3-406-38160-X
- Harald Fliegauf: Prüfungsrecht, Leitfaden für die Praxis, 1. Auflage, Verlag Kohlhammer, Stuttgart, 1996, ISBN 3-17-014087-6
- Christian Birnbaum: Mein Recht bei Prüfungen, 1. Auflage, Deutscher Taschenbuch Verlag, München, 2007, ISBN 978-3-423-50647-2